# Remo Usai
Antonio Remo Usai (Rio de Janeiro, 13 de maio de 1928 — Rio de Janeiro, 9 de fevereiro de 2022) foi um maestro, compositor e pianista brasileiro, considerado um dos maiores gravadores de trilhas sonoras para filmes e televisão.
Filho de Ettore "Heitor" Usai, nasceu numa família de escultores sardos dedicados sobretudo à arte tumular. 